# Поток-Великий (гміна)
Гміна Поток-Велькі (пол. Gmina Potok Wielki) — сільська гміна у східній Польщі. Належить до Янівського повіту Люблінського воєводства.
Станом на 31 грудня 2011 у гміні проживало 4889 осіб.

## Площа
Згідно з даними за 2007 рік площа гміни становила 98.33 км², у тому числі:
- орні землі: 59.00%
- ліси: 27.00%

Таким чином, площа гміни становить 11.23% площі повіту.

## Населення
Станом на 31 грудня 2011:
| Опис     | Загалом | Загалом | Чоловіки | Чоловіки | Жінки | Жінки |
| -------- | ------- | ------- | -------- | -------- | ----- | ----- |
| одиниця  | осіб    | %       | осіб     | %        | осіб  | %     |
| все      | 4889    | 100     | 2420     | 49.50    | 2469  | 50.50 |
| міське   | 0       | 100     | 0        |          | 0     |       |
| сільське | 4889    | 100     | 2420     | 49.50    | 2469  | 50.50 |

## Сусідні гміни
Гміна Поток-Велькі межує з такими гмінами: Заклікув, Модлібожице, Пишниця, Тшидник-Дужи, Шастарка.